# Francisco Moniz
Pour les articles homonymes, voir Moniz.
Francisco André Moniz est un boxeur angolais né le 12 juin 1966 et mort le 18 juin 2020 à Luanda.

## Carrière
Francisco Moniz est médaillé de bronze dans la catégorie des poids welters aux Jeux africains du Caire en 1991, s'inclinant en demi-finale contre le Nigérian Tajudeen Sabitu.
Aux Jeux olympiques d'été de 1992 à Barcelone, il est éliminé au premier tour dans la catégorie des poids welters par l'Australien Stefan Scriggins (en).